# Mikel Arteta
Mikel Arteta Amatriain (San Sebastián, 26 marzo 1982) è un allenatore di calcio ed ex calciatore spagnolo, di ruolo centrocampista, tecnico dell'Arsenal.

## Biografia
È sposato dal 2007 con la modella Lorena Bernal; parla fluentemente spagnolo, portoghese, inglese, francese e italiano.

## Caratteristiche
Di ruolo regista, era un buon tiratore di calci piazzati e possedeva un ottimo tiro da fuori area, oltre ad essere in possesso di una grande capacità nell'impostazione della manovra. Queste caratteristiche, unite ad un impeccabile senso di squadra, gli hanno permesso di diventare un punto di riferimento in tutte le formazioni in cui ha militato.

## Carriera

### Giocatore

#### Gli esordi
Nato a San Sebastián e amico d'infanzia di Xabi Alonso, Arteta cresce nel settore giovanile del Barcellona ma riesce a giocare solo con la squadra B; nella stagione 2001-2002 viene quindi mandato in prestito ai francesi del Paris Saint-Germain.
Il 19 giugno 2002 viene acquistato dagli scozzesi dei Rangers per circa sette milioni di euro. Il 9 luglio 2004 viene acquistato dalla Real Sociedad per circa cinque milioni di euro.

#### Everton

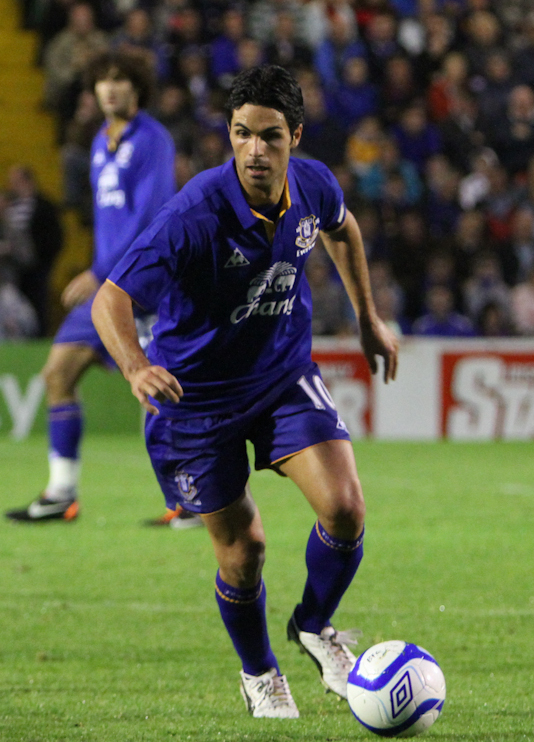
Arteta in azione per l'Everton nel 2011

Il 30 gennaio 2005 passa in prestito agli inglesi dell'Everton fino al termine della stagione. Preso come sostituto di Thomas Gravesen, pur avendo caratteristiche diverse, le sue buone prestazioni aiutano la squadra di Liverpool a qualificarsi per la UEFA Champions League. Segna il suo primo gol in maglia bianco-blu il aprile del 2005 con un calcio di punizione nella vittoria per 4-0 sul Crystal Palace.
Nel luglio 2005 viene ingaggiato a titolo definitivo per 2,2 milioni di sterline. Nel terzo turno di qualificazione della Champions League, Arteta segna un gol su punizione dal limite dell'area, il suo secondo con la maglia dell'Everton. Nella stagione 2005-2006 viene eletto miglior giocatore sia dai tifosi che dai compagni di squadra. Arteta disputa una buona stagione anche nel 2006-2007: grazie alle sue 35 presenze condite da 9 gol e numerosi assist, viene eletto per la seconda stagione consecutiva miglior giocatore dell'Everton, oltre che miglior centrocampista della Premier League. Le sue prestazioni aiutano l'Everton a conquistare un posto in Coppa UEFA, ma ciò non gli è sufficiente per venire convocato dalla nazionale spagnola.
Durante l'estate 2007 rinnova il contratto per altri quattro anni. Nella stagione 2007-2008 conferma le sue ottime prestazioni, soprattutto durante la prima parte della stagione, mentre nella seconda rimane condizionato da problemi allo stomaco. Inizia alla grande anche la stagione 2008-2009, e segna il suo primo gol stagionale contro il Blackburn Rovers su calcio di punizione. Il 22 febbraio 2009 si infortuna ai legamenti del ginocchio destro, e ciò lo tiene fuori dal campo per il resto della stagione.
Viene più volte accostato a diverse big europee, tra cui Chelsea, Real Madrid, ma anche Atlético Madrid e Villarreal, esprimendo comunque la sua volontà di rimanere all'Everton. È infatti il giocatore più rappresentativo, oltre che di maggior talento, e ha un buon rapporto con il suo tecnico David Moyes, che spinge più volte la società per il rinnovo.
Il suo rientro dall'infortunio è previsto inizialmente per il settembre del 2009, ma una complicazione rende necessaria una seconda operazione, con il conseguente spostamento a novembre. Il 4 novembre viene reso noto che Arteta prova ancora dolore al ginocchio, e che il recupero non è andato nel migliore dei modi. Così viene ventilata la possibilità di una terza operazione, con conseguente lunga indisponibilità. Arteta rientra dall'infortunio il 23 gennaio 2010, debuttando in FA Cup contro il Birmingham City (1-2). Torna al gol il 7 marzo, realizzando una doppietta contro l'Hull City.

#### Arsenal

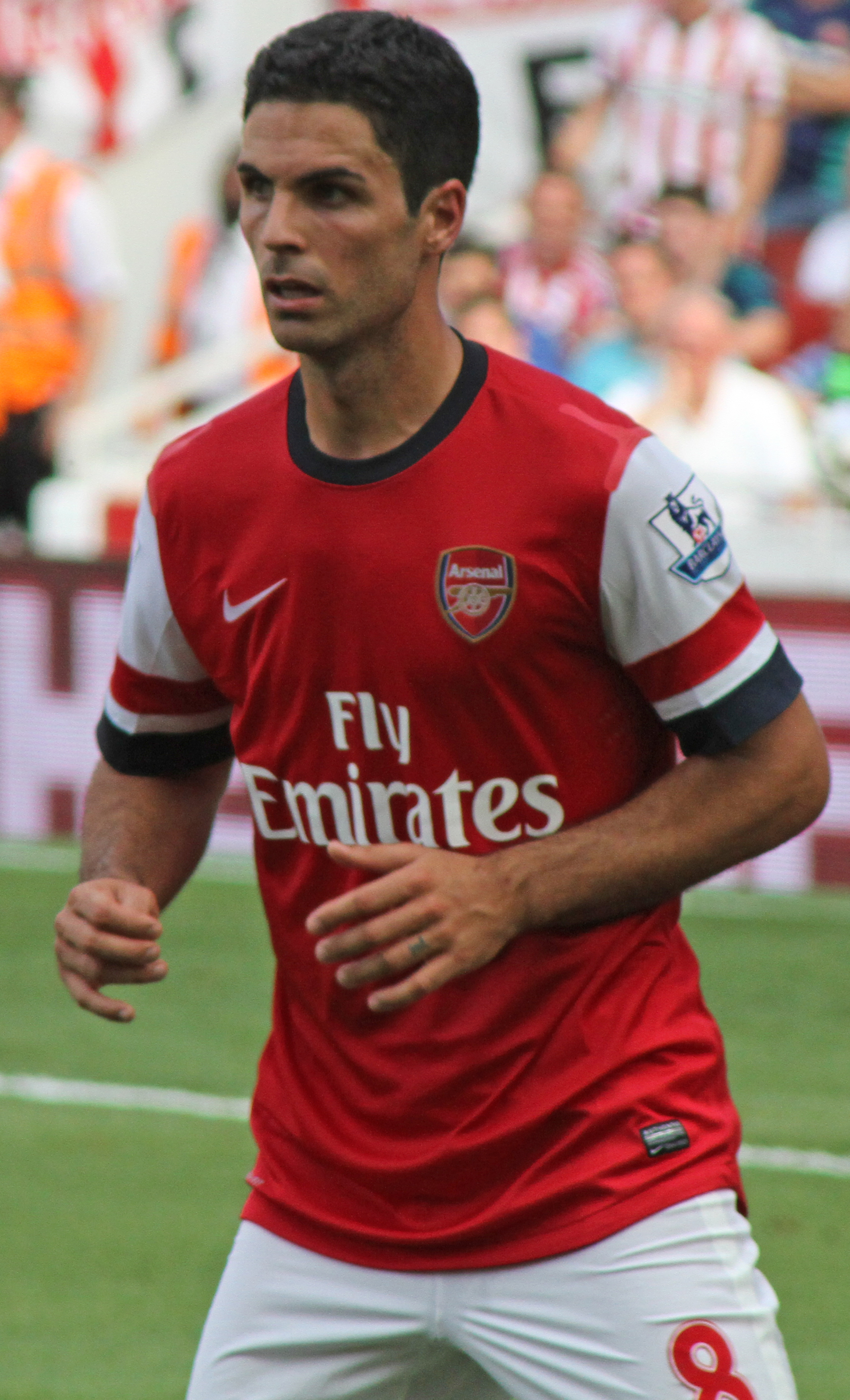
Arteta con la maglia dell'Arsenal nel 2012

Il 31 agosto 2011 viene ceduto all'Arsenal per 10 milioni di sterline e firma coi Gunners un contratto quadriennale, esordendo nella partita casalinga vinta contro lo Swansea City. Segna il primo gol con i Gunners nella sconfitta per 4-3 contro il Blackburn Rovers a Ewood Park, mentre il secondo gol arriva all'undicesima giornata contro il West Bromwich nella vittoria per 3-0. Gioca la prima partita della stagione 2013-2014 il 22 settembre 2013 in occasione della partita vinta 3-1 in casa contro lo Stoke City.
Il primo gol arriva il 26 ottobre 2013 in occasione del derby londinese in casa del Crystal Palace nella partita vinta per 2-0, suo il gol su rigore al 47' minuto in occasione del momentaneo vantaggio per 1-0. Il 26 dicembre 2013 in occasione del classico Boxing Day inglese nella vittoria per 3-1 sul campo del West Ham Utd raggiunge 100 presenze totali con la maglia dei Gunners. L'8 febbraio nella partita Liverpool-Arsenal segna su rigore il secondo gol stagionale, fissando il punteggio finale di 5-1 per i Reds. La stagione 2013-2014 si conclude con la vittoria della FA Cup, trofeo vinto anche nella stagione 2014-2015. A causa dei molteplici infortuni che hanno minato le sue prestazioni nelle ultime due stagioni, il 16 maggio 2016 rende nota la sua intenzione di non rinnovare il contratto in scadenza e di ritirarsi dal calcio giocato.

### Allenatore

#### Gli inizi
Concluso la carriera da calciatore, Arteta si è ritrovato con tre opzioni: Arsène Wenger gli ha offerto di guidare le giovanili dell'Arsenal; entrare nello staff del Tottenham, con a capo il suo ex compagno ai tempi del Paris Saint-Germain, Mauricio Pochettino; accettare l'offerta di far parte dello staff tecnico di Pep Guardiola al Manchester City. Il 3 luglio 2016 accetta la proposta dei Citizens.
Nella sua permanenza a Manchester, Arteta ha contribuito alla vittoria di due Premier League, una FA Cup e due EFL Cup.

#### Arsenal
Il 20 dicembre 2019 fa ritorno all'Arsenal in qualità di allenatore, firmando un contratto di tre anni e mezzo. Debutta il 26 dicembre contro il Bournemouth pareggiando 1-1. Il 1º gennaio 2020 ottiene la sua prima vittoria, battendo per 2-0 il Manchester Utd. Il 27 febbraio i londinesi vengono eliminati ai sedicesimi di Europa League per mano dell'Olympiacos (0-1 e 1-2 dopo i supplementari). La stagione si conclude con un ottavo posto in campionato e con la vittoria della FA Cup contro il Chelsea per 2-1, conquistando la qualificazione alla successiva Europa League e soprattutto il primo trofeo da allenatore.
Il 29 agosto successivo vince il suo secondo trofeo, battendo per 5-4 ai rigori (1-1 al termine dei tempi regolamentari) il Liverpool nella finale del Community Shield. In questa stagione passa facilmente il girone di Europa League con 6 vittorie su 6, venendo eliminato in semifinale dal Villarreal; dalla Coppa di Lega viene eliminato ai quarti di finale per mano del Manchester City, mentre in FA Cup è il Southampton ad eliminarlo al quarto turno. In campionato arriva di nuovo ottavo, mancando la qualificazione alla Conference League per un solo punto.
Nel 2021-2022 arriva quinto in campionato mancando la qualificazione alla Champions per soli due punti, in FA Cup si ferma al terzo turno venendo eliminato dal Nottingham Forest mentre dalla Coppa di Lega viene eliminato dal Liverpool in semifinale.
Nella stagione successiva la squadra è protagonista di un ottimo campionato, che la vede per gran parte in testa, chiudendo poi al secondo posto, alle spalle del Manchester City. In FA Cup è eliminato proprio dai citizens ai sedicesimi mentre in Coppa di Lega è il Brighton a eliminarlo già al terzo turno.
La stagione 2023-2024 inizia con un successo ai tiri di rigore nel Community Shield proprio ai danni del Manchester City dietro al quale si piazza nuovamente in campionato, di soli due punti. In FA Cup è eliminato dal Liverpool al terzo turno, in Coppa di Lega dal West Ham Utd al quarto turno mentre in Champions League, alla sua prima partecipazione, dal Bayern Monaco ai quarti di finale.
Il 12 settembre 2024, rinnova il suo contratto da allenatore dei Gunners fino al 2027. In questa stagione arriva nuovamente secondo in campionato a 10 lunghezze dal Liverpool, in FA Cup si ferma al terzo turno contro il Manchester United, in Coppa di Lega in semifinale contro il Newcastle mentre in Champions è eliminato dal PSG in semifinale.

## Statistiche

### Presenze e reti nei club
| Stagione                   | Squadra                    | Campionato                 | Campionato | Campionato | Coppe nazionali | Coppe nazionali | Coppe nazionali | Coppe continentali | Coppe continentali | Coppe continentali | Altre coppe | Altre coppe | Altre coppe | Totale | Totale |
| Stagione                   | Squadra                    | Comp                       | Pres       | Reti       | Comp            | Pres            | Reti            | Comp               | Pres               | Reti               | Comp        | Pres        | Reti        | Pres   | Reti   |
| -------------------------- | -------------------------- | -------------------------- | ---------- | ---------- | --------------- | --------------- | --------------- | ------------------ | ------------------ | ------------------ | ----------- | ----------- | ----------- | ------ | ------ |
| 1998-1999                  | Barcellona C               | TD                         | 5          | 2          | -               | -               | -               | -                  | -                  | -                  | -           | -           | -           | 5      | 2      |
| 1998-1999                  | Barcellona B               | SD                         | -          | -          | -               | -               | -               | -                  | -                  | -                  | -           | -           | -           | -      | -      |
| 1999-2000                  | Barcellona B               | SDB                        | 26         | 1          | -               | -               | -               | -                  | -                  | -                  | -           | -           | -           | 26     | 1      |
| 2000-gen. 2001             | Barcellona B               | SDB                        | 16         | 2          | -               | -               | -               | -                  | -                  | -                  | -           | -           | -           | 16     | 2      |
| Totale Barcellona B        | Totale Barcellona B        | Totale Barcellona B        | 42         | 3          |                 | 0               | 0               |                    | 0                  | 0                  |             | 0           | 0           | 42     | 3      |
| gen.-giu. 2001             | Paris Saint-Germain        | D1                         | 6          | 1          | CF+CdL          | 1+0             | 0               | UCL                | 4                  | 0                  | -           | -           | -           | 11     | 1      |
| 2001-2002                  | Paris Saint-Germain        | D1                         | 25         | 1          | CF+CdL          | 7+0             | 2               | Int+CU             | 5+5                | 1+0                | -           | -           | -           | 42     | 4      |
| Totale Paris Saint-Germain | Totale Paris Saint-Germain | Totale Paris Saint-Germain | 31         | 2          |                 | 8               | 2               |                    | 14                 | 1                  |             | 0           | 0           | 53     | 5      |
| 2002-2003                  | Rangers                    | SPL                        | 27         | 4          | SC+CdL          | 3+4             | 1+0             | UCL                | 1                  | 0                  | -           | -           | -           | 35     | 5      |
| 2003-2004                  | Rangers                    | SPL                        | 23         | 8          | SC+CdL          | 1+3             | 0               | UCL                | 6                  | 1                  | -           | -           | -           | 33     | 9      |
| Totale Rangers             | Totale Rangers             | Totale Rangers             | 50         | 12         |                 | 11              | 1               |                    | 7                  | 1                  |             | 0           | 0           | 68     | 14     |
| 2004-gen. 2005             | Real Sociedad              | PD                         | 15         | 1          | CR              | 2               | 0               | -                  | -                  | -                  | -           | -           | -           | 17     | 1      |
| Totale Real Sociedad       | Totale Real Sociedad       | Totale Real Sociedad       | 15         | 1          |                 | 2               | 0               |                    | 0                  | 0                  |             | 0           | 0           | 17     | 1      |
| gen.-giu. 2005             | Everton                    | PL                         | 12         | 1          | FACup+CdL       | 1+0             | 0               | -                  | -                  | -                  | -           | -           | -           | 13     | 1      |
| 2005-2006                  | Everton                    | PL                         | 29         | 1          | FACup+CdL       | 5+0             | 1               | UCL+CU             | 2+1                | 1+0                | -           | -           | -           | 37     | 3      |
| 2006-2007                  | Everton                    | PL                         | 35         | 9          | FACup+CdL       | 2+2             | 0               | -                  | -                  | -                  | -           | -           | -           | 39     | 9      |
| 2007-2008                  | Everton                    | PL                         | 28         | 1          | FACup+CdL       | 0+2             | 0               | CU                 | 7                  | 3                  | -           | -           | -           | 37     | 4      |
| 2008-2009                  | Everton                    | PL                         | 26         | 6          | FACup+CdL       | 3+0             | 1               | CU                 | 2                  | 0                  | -           | -           | -           | 31     | 7      |
| 2009-2010                  | Everton                    | PL                         | 13         | 6          | FACup+CdL       | 1+0             | 0               | UEL                | 2                  | 0                  | -           | -           | -           | 16     | 6      |
| 2010-2011                  | Everton                    | PL                         | 29         | 3          | FACup+CdL       | 3+1             | 0               | -                  | -                  | -                  | -           | -           | -           | 33     | 3      |
| ago. 2011                  | Everton                    | PL                         | 2          | 1          | FACup+CdL       | 0+1             | 1               | -                  | -                  | -                  | -           | -           | -           | 3      | 2      |
| Totale Everton             | Totale Everton             | Totale Everton             | 174        | 28         |                 | 21              | 3               |                    | 14                 | 4                  |             | 0           | 0           | 209    | 35     |
| 2011-2012                  | Arsenal                    | PL                         | 29         | 6          | FACup+CdL       | 3+0             | 0               | UCL                | 6                  | 0                  | -           | -           | -           | 38     | 6      |
| 2012-2013                  | Arsenal                    | PL                         | 34         | 6          | FACup+CdL       | 2+0             | 0               | UCL                | 7                  | 0                  | -           | -           | -           | 43     | 6      |
| 2013-2014                  | Arsenal                    | PL                         | 31         | 2          | FACup+CdL       | 5+1             | 1+0             | UCL                | 6                  | 0                  | -           | -           | -           | 43     | 3      |
| 2014-2015                  | Arsenal                    | PL                         | 7          | 0          | FACup+CdL       | 0               | 0               | UCL                | 3                  | 1                  | CS          | 1           | 0           | 12     | 1      |
| 2015-2016                  | Arsenal                    | PL                         | 9          | 0          | FACup+CdL       | 2+1             | 0               | UCL                | 1                  | 0                  | CS          | 1           | 0           | 14     | 0      |
| Totale Arsenal             | Totale Arsenal             | Totale Arsenal             | 110        | 14         |                 | 14              | 1               |                    | 24                 | 1                  |             | 2           | 0           | 150    | 16     |
| Totale carriera            | Totale carriera            | Totale carriera            | 427        | 62         |                 | 56              | 7               |                    | 59                 | 7                  |             | 2           | 0           | 546    | 76     |

### Statistiche da allenatore
Statistiche aggiornate al 1 luglio 2025. In grassetto le competizioni vinte.
| Stagione        | Squadra         | Campionato      | Campionato | Campionato | Campionato | Campionato | Coppe nazionali | Coppe nazionali | Coppe nazionali | Coppe nazionali | Coppe nazionali | Coppe continentali | Coppe continentali | Coppe continentali | Coppe continentali | Coppe continentali | Altre coppe | Altre coppe | Altre coppe | Altre coppe | Altre coppe | Totale | Totale | Totale | Totale | % Vittorie | Piazzamento |
| Stagione        | Squadra         | Comp            | G          | V          | N          | P          | Comp            | G               | V               | N               | P               | Comp               | G                  | V                  | N                  | P                  | Comp        | G           | V           | N           | P           | G      | V      | N      | P      | %          | Piazzamento |
| --------------- | --------------- | --------------- | ---------- | ---------- | ---------- | ---------- | --------------- | --------------- | --------------- | --------------- | --------------- | ------------------ | ------------------ | ------------------ | ------------------ | ------------------ | ----------- | ----------- | ----------- | ----------- | ----------- | ------ | ------ | ------ | ------ | ---------- | ----------- |
| dic. 2019-2020  | Arsenal         | PL              | 20         | 9          | 6          | 5          | FACup+CdL       | 6+0             | 6               | 0               | 0               | UEL                | 2                  | 1                  | 0                  | 1                  | -           | -           | -           | -           | -           | 28     | 16     | 6      | 6      | 57,14      | Sub. 8º     |
| 2020-2021       | Arsenal         | PL              | 38         | 18         | 7          | 13         | FACup+CdL       | 2+3             | 1+1             | 0+1             | 1+1             | UEL                | 14                 | 9                  | 3                  | 2                  | CS          | 1           | 0           | 1           | 0           | 58     | 29     | 12     | 17     | 50,00      | 8º          |
| 2021-2022       | Arsenal         | PL              | 38         | 22         | 3          | 13         | FACup+CdL       | 1+6             | 0+4             | 0+1             | 1+1             | -                  | -                  | -                  | -                  | -                  | -           | -           | -           | -           | -           | 45     | 26     | 4      | 15     | 57,78      | 5º          |
| 2022-2023       | Arsenal         | PL              | 38         | 26         | 6          | 6          | FACup+CdL       | 2+1             | 1+0             | 0+0             | 1+1             | UEL                | 8                  | 5                  | 2                  | 1                  | -           | -           | -           | -           | -           | 49     | 32     | 8      | 9      | 65,31      | 2º          |
| 2023-2024       | Arsenal         | PL              | 38         | 28         | 5          | 5          | FACup+CdL       | 1+2             | 0+1             | 0+0             | 1+1             | UCL                | 10                 | 5                  | 2                  | 3                  | CS          | 1           | 0           | 1           | 0           | 52     | 34     | 8      | 10     | 65,38      | 2º          |
| 2024-2025       | Arsenal         | PL              | 38         | 20         | 14         | 4          | FACup+CdL       | 1+5             | 0+3             | 1+0             | 0+2             | UCL                | 14                 | 9                  | 2                  | 3                  | -           | -           | -           | -           | -           | 58     | 32     | 17     | 9      | 55,17      | 2º          |
| 2025-2026       | Arsenal         | PL              | 1          | 1          | 0          | 0          | FACup+CdL       | 0+0             | 0               | 0               | 0               | UCL                | 0                  | 0                  | 0                  | 0                  | -           | -           | -           | -           | -           | 1      | 1      | 0      | 0      | 100,00&    | in corso    |
| Totale carriera | Totale carriera | Totale carriera | 211        | 124        | 41         | 46         |                 | 30              | 17              | 3               | 10              |                    | 48                 | 29                 | 9                  | 10                 |             | 2           | 0           | 2           | 0           | 291    | 170    | 55     | 66     | 58,42      |             |

## Palmarès

### Giocatore

#### Club

##### Competizioni nazionali
- Campionato scozzese: 1

Rangers: 2002-2003
- Coppa di Scozia: 1

Rangers: 2002-2003
- Coppa di Lega scozzese: 1

Rangers: 2002-2003
- Coppa d'Inghilterra: 2

Arsenal: 2013-2014, 2014-2015
- Community Shield: 2

Arsenal: 2014, 2015

##### Competizioni internazionali
- Coppa Intertoto UEFA: 1

Paris Saint-Germain: 2001

### Allenatore

#### Club
- Coppa d'Inghilterra: 1

Arsenal: 2019-2020
- Community Shield: 2

Arsenal: 2020, 2023

#### Individuale
- Globe Soccer Awards: 1

Miglior allenatore dell'anno della Premier League: 2024